# Kościół Najświętszego Serca Pana Jezusa w Stróży
Kościół Najświętszego Serca Pana Jezusa w Stróży – murowana świątynia rzymskokatolicka w Stróży w powiecie limanowskim.

## Historia
Autorem projektu kościoła w Stróży był Henryk Kramkowski. Zbudowano go w latach 1946-1948, jako kaplicę należącą do parafii w Skrzydlnej, będącą wotum wdzięczności za oszczędzenie wsi w czasie II wojny światowej.
Po erygowaniu parafii w 1982 roku zaczęto się starać o zezwolenie na rozbudowę kaplicy. Remont i przebudowę przeprowadzono w 1997.

## Architektura
Kościół nie posiada szczególnych cech stylowych. Jest to nieduży budynek murowany, którego bryłę urozmaicają urokliwe szkarpy. Nakrywają go dachy siodłowe, które wieńczy niewielka wieżyczka z sygnaturką. Nad całością góruje kwadratowa wieża zwieńczona smukłą wieżyczką z latarnią.

## Wnętrze
Wnętrze kościoła ma prosty wystrój, głównie drewniany. Nakrywa go sklepienie krzyżowe.

### Ołtarze
Ołtarz głównykamienny ołtarz wykonał Stanisław Strach. W jego retabulum znajduje się rzeźba Najświętsze Serce Jezusa
Ołtarze bocznew kościele znajdują się trzy ołtarze boczne:
- ołtarz maryjny z figurą Matka Boska Fatimska
- ołtarz z obrazami Miłosierdzie oraz Matka Boża Nieustającej Pomocy
- ołtarz ku czci św. Brata Alberta.

### Wyposażenie kościoła
Proste białe ściany kościoła w Stróży zdobią przede wszystkim barwne witraże, przedstawiające Serce Marii i Serce Pana Jezusa. Między nimi wiszą nieliczne obrazy, w tym stacje Drogi Krzyżowej.
Drewnianą chrzcielnicę, na pokrywie której znajduje się rzeźba przedstawiająca chrzest w Jordanie, wykonał Andrzej Kwiatkowski.
Na zewnątrz świątyni znajdują się również trzy posągi: śś. Piotr i Paweł – przy bramie prowadzącej na plac przykościelny oraz Matka Boża w niszy przy prezbiterium.